# Кванмён
Кванмён — город в провинции Кёнгидо, Южная Корея. Город знаменит своими музыкальными традициями.

## История
Известно, что эта земля входила в состав древнекорейского протогосударственного племенного объединения Махан. Позже, во времена Трёх корейских государств территория, на которой сейчас расположен Кванмён, принадлежала царству Пэкче. В 475 году территория была завоёвана государством Когурё. В то время здесь располагался район Инбёльно (Инбёльнохён). В 553 году город был завоёван государством Силла, после чего был переименован в Когян (Когянхён).
Во времена династии Корё Когян был переименован в Кымджун (Кымджунхён).
В 1413 году, после очередной административной реформы, Кымджун был переименован в Кымчхон (Кымчхонхён), а в 1795 году вошёл в состав Сихына. В 1974 году был образован Кванмён как один из районов Сихына. В 1981 году Кванмён был отделён от Сихына и получил статус города (си). Тогда же к нему был присоединён другой район Сихына — Сохаып.

## География
Кванмён — город-спутник Сеула. На севере Кванмён граничит с Сеулом, на западе и юге — с Аняном, а на востоке — с Сихыном. Ландшафт преимущественно холмистый.

## Административное деление
Кванмён административно делится на 18 тон (дон). Данные о населении за 2005 год.
| Район            | Хангыль | Площадь, км² | Население, чел |
| ---------------- | ------- | ------------ | -------------- |
| Кванмён-идон     | 광명2동 | 0,28         | 13 586         |
| Кванмён-ильдон   | 광명1동 | 0,31         | 18 358         |
| Кванмён-одон     | 광명5동 | 0,44         | 13 883         |
| Кванмён-садон    | 광명4동 | 0,27         | 17 953         |
| Кванмён-самдон   | 광명3동 | 0,3          | 13 064         |
| Кванмён-чхильдон | 광명7동 | 2,34         | 27 639         |
| Кванмён-юктон    | 광명6동 | 2,42         | 15 184         |
| Соха-идон        | 소하2동 | 7,18         | 22 442         |
| Соха-ильдон      | 소하1동 | 3,85         | 9 642          |
| Хаан-идон        | 하안2동 | 0,51         | 18 515         |
| Хаан-ильдон      | 하안1동 | 3,97         | 25 181         |
| Хаан-садон       | 하안4동 | 0,38         | 16 848         |
| Хаан-самдон      | 하안3동 | 0,53         | 26 320         |
| Хагондон         | 학온동  | 12,9         | 2 209          |
| Чхольсан-идон    | 철산2동 | 0,95         | 20 045         |
| Чхольсан-ильдон  | 철산1동 | 0,52         | 11 956         |
| Чхольсан-садон   | 철산4동 | 0,32         | 13 137         |
| Чхольсан-самдон  | 철산3동 | 1,05         | 34 989         |

## Экономика
Заводы тяжёлого машиностроения, бумажная и пищевая промышленность. Фабрика по производству автомобилей компании Kia Motors мощностью 370 тысяч автомобилей в год. Всего в городе более 600 различных предприятий. Существует план создания специальной промышленной зоны общей площадью 36 тыс. м.
Транспорт в городе — это прежде всего железнодорожная станция Кванмён, через которую проходит маршрут скоростной железной дороги KTX.

## Культура
Культурное наследие:
- Народная музыка нонгак — представляет собой фольклорные пьесы, которые разыгрывались жителями этих мест со средних веков. Сейчас музыка кванмёнский нонгак входит в список нематериального культурного наследия провинции Кёнгидо под номером 20.
- Крестьянские песни нонъё — один из главных элементов фольклора этих мест. Особенно известны народные песни нонъё из местечка Абанни. Считается, что певческой традиции нонъё более 450 лет. Песни нонъё это прежде всего обращение к природе с просьбами послать хорошую погоду и богатый урожай.[5]

Фестивали:
- Фестиваль народной культуры Ори — проводится ежегодно в середине мая. Назван в честь монаха Ори Ли Воника. В программе выступления фольклорных коллективов, состязания в традиционных народных корейских видах спорта.
- Фестиваль искусств Курымсан — проходит ежегодно в начале октября. В программе выступления народных коллективов, а также концерты, музыкальные соревнования между студентами, конкурс каллиграфии и ораторского искусства, выставка местных художников.
- Кванмёнский рок-фестиваль — проводится совместно с радио KBS. Аудитория фестиваля — более 125 тыс. человек. В программе выступления корейских рок-групп. Делаются попытки вывести фестиваль на международный уровень.[6]

## Туризм и достопримечательности
- Комплекс дольменов в районе Чхольсандон и других районах города.[7]
- Природные парки на горе Курымсан и Тодоксан — здесь проложено несколько маршрутов для занятия горным туризмом длиной до 3,5 км (Курымсан) и 1,5 км (Тодоксан).[8]
- Парк Хёнчхон — расположен на склоне холма. Здесь находится цветник, спортивные площадки, зоны отдыха.[9]

## Символы
- Дерево: гингко — символизирует единство горожан.
- Птица: сорока — является символом хороших новостей и олицетворяет надежды и чаяния.
- Цветок: роза — символизирует смелость горожан и готовность защищать духовные ценности.
- Маскот: Пруми — символизирует непрерывное развитие.

## Города-побратимы
Международные контакты Кванмёна налажены с несколькими иностранными городами:
- Оснабрюк, Германия — с 1997,
- Остин, штат Техас, США — с 2001,
- Ляочэн, Китай — с 2003,
- Ямато, Япония — с 2009,
- Чечхон, Республика Корея — с 2008.

## Известные жители
- Ли Вон Ик — учёный и политик XVI века.
- Ли Джин Ки (Онью) — участник группы SHINee.